# Крист Новоселић
Крист Ентони Новоселић (енгл. Krist Anthony Novoselic; Комптон, 16. мај 1965) амерички је рок музичар који је славу стекао као басиста и оснивач, заједно са Куртом Кобејном, групе Нирвана. Када се Нирвана распала, Новоселић је основао бенд „Sweet 75“, а потом и „Eyes Adrift“. Издао је по један албум са оба ова бенда. Од 2006. до 2009. свирао је у панк бенду „Flipper“ са којим је издао студијски албум „Love“ и један концертни албум „Fight“. 2011. је направио пар песама са групом „Foo Fighters“ на албуму „Wasting Light“.
Осим музичких достигнућа, Новоселић је био и политички активан. Један је од оснивача политичког комитета JAMPAC (Joint Artists and Musicians Political Action Commitee). Од новембра 2007. до септембра 2010. Новоселић је писао колумну о музици и политици за сајт „Seattle Weekly“ .

## Биографија

### Ранији живот
Новоселић је рођен у Комптону у Калифорнији, родитељи су му били хрватски емигранти Кристо и Марија Новоселић. Има два брата, Роберта и Дилона и сестру Дијану.
Као тинејџер Новоселић се заинтересовао за бендове као што су „Led Zeppelin“, „Devo“, „Black Sabbath“, „Van Halen“ i „Aerosmith“.
Са Куртом Кобејном, певачем и фронтменом Нирване, упознао га је брат Роберт. Приликом једне посете Роберту, Кобејн је чуо гласну музику са спрата. Мало после тога Новоселић и Кобејн постају пријатељи, делећи исти укус за музику. У једном моменту, Кобејн је дао Новоселићу демо касету његовог бившег бенда да преслуша и предложио му да направе бенд заједно. После неколико месеци, Новоселић је преслушао касету коју му је дао Кобејн и одлучује да направи бенд са њим.

### Нирвана (1987—1994)
Први бенд Новоселића и Кобејна трајао је једва пар недеља. Ипак, чувши да један локални бенд узима и до 80 долара за један наступ, двојац одлучује да почну да свирају обраде бенда „Creedence Clearwater“ по локалним клубовима и баровима. Новоселић је певао и свирао гитару док је Кобејн свирао бубњеве. Ни овај бенд није дуго потрајао. Пар месеци касније упознају бубњара Арона Буркхарда и заједно са њим оснивају бенд „Нирвана“. Променили су пар бубњара док нису упознали Чеда Ченинга. Трио је снимио свој први албум под именом „Bleach“ 1989.
1990. Ченинг напушта бенд, а замењује га Ден Питерс, бубњар бендова „Crover“ и „Mudhoney“, али се није дуго задржао. Касније те исте године, Новоселић и Кобејн спазили су, на једној свирци, изузетног бубњара Дејва Грола. Мало касније, Гролов бенд се распао, те контактира Новоселића. Новоселић га је позвао да дође у Сијетл на пробу, коју он и пролази и постаје део Нирване. У пролеће 1991. издају дебитантски албум „Nevermind“ са песмом “Smells Like Teen Spirit“ која постаје светски хит.
У априлу 1994. Бенд се распада услед смрти Курта Кобејна. После тога Новоселић се повукао из јавног живота. Новоселић и Кобејн су били нераздвојни пријатељи више од 10 година, те га је његова смрт изузетно погодила.

### После Нирване (1995—данас)
Убрзо му је било понуђено место басисте у новом бенду „Foo Fighters“ заједно са бубњаром Дејвом Гролом. Новоселић и Грол су то одбили, били су уверени да ће фанови мислити да је то инкарнација Нирване, што они нису желели. Новоселић уместо тога формира бенд „Sweet 75“. Са овим бендом издао је један албум 1997.